# Mariastein
Mariastein è un comune austriaco di 347 abitanti nel distretto di Kufstein, in Tirolo.